# Lim Ju-eun
Lim Ju-eun (tiếng tiếng Hàn: 임주은; sinh ngày 7 tháng 1 năm 1988) là một nữ diễn viên và người mẫu Hàn Quốc.

## Nghề nghiệp
Lim Ju-eun được biết đến nhiều nhất với vai diễn trong bộ phim kinh dị Soul (còn được gọi là Hon), bộ phim nhạc kịch trường học Ước mơ tỏa sáng, và bộ phim hài lãng mạn kỳ quặc Tình yêu hoang dã. Năm 2014, cô đóng vai chính trong web series Một ngày nắng mới với So Ji-Sub. 2024년 개별공시지가 조회
Tháng 9 năm 2018, Lim ký hợp đồng với công ty quản lý Hunus Entertainment.

## Đóng phim

### Phim truyền hình dài tập
| Năm  | Tiêu đề                  | Vai trò               | Mạng lưới |
| ---- | ------------------------ | --------------------- | --------- |
| 2006 | Thành phố kịch "Pokhara" |                       | KBS2      |
| 2007 | Merry Mary               | Lee Ah-moon           | MBC       |
| 2009 | Linh hồn                 | Yoon Ha-na            | MBC       |
| 2011 | Ước mơ tỏa sáng          | Oh Doo-ri             | MBN       |
| 2012 | Tình yêu hoang dã        | Kim Dong-ah           | KBS2      |
| 2012 | Arang Sử Đạo Truyện      | Mu-yeon (khách mời)   | MBC       |
| 2013 | Những người thừa kế      | Jeon Hyun-joo         | Đài SBS   |
| 2014 | Hoàng hậu Ki             | Bayan Khutugh         | MBC       |
| 2014 | Tình yêu còn mãi         | Kyung-hwa (khách mời) | Đài SBS   |
| 2016 | Yêu không kiểm soát      | Yoon Jeong-eun        | Đài KBS   |
| 2017 | Trộm tốt, trộm xấu       | Yoon Hwa-young        | MBC       |
| 2020 | Ngàn lời nói dối         | Eun Se-mi             | Kênh A    |

### Phim ảnh
| Năm  | Tiêu đề           | Vai trò    | Ghi chú   |
| ---- | ----------------- | ---------- | --------- |
| 2005 | Đồi gió hú        |            |           |
| 2006 | Baek Rim          |            | Phim ngắn |
| 2007 | A Nymph of a Lamp | Soo-jung   |           |
| 2007 | Điên hay không?!  | Lee Ji-hye |           |
| 2015 | Xin đừng quên em  | Bo-young   |           |

### Chương trình truyền hình
| Năm  | Tiêu đề                                       | Mạng lưới | Ghi chú                                                   |
| ---- | --------------------------------------------- | --------- | --------------------------------------------------------- |
| 2006 | King Saturday "Thanh niên điều tra cuộc sống" | MBC       |                                                           |
| 2017 | Sống cùng nhau trong phòng trống              | MBC       | Bạn diễn với HIGHLIGHT - Yoon Doo Joon và DinDin (tập 20) |

### Video âm nhạc
| Năm  | Tên bài hát            | Nghệ sĩ        |
| ---- | ---------------------- | -------------- |
| 2009 | "Ghost"                | Yangpa         |
| 2009 | " Lies (Ballad ver.) " | T-ara          |
| 2010 | "Can't forget"         | Kim Jong Kook  |
| 2012 | "Day by Day 2012"      | As One         |
| 2014 | "You You You"          | Fly to the sky |

## Giải thưởng và đề cử
| Năm  | Giải thưởng                                    | Giải                           | Tác phẩm        | Kết quả   |
| ---- | ---------------------------------------------- | ------------------------------ | --------------- | --------- |
| 2004 | Cuộc thử giọng lớn trên toàn quốc của KTF Bigi | Huy chương Vàng                | N/A             | Đoạt giải |
| 2009 | Giải thưởng phim truyền hình đài MBC           | Nữ diễn viên mới xuất sắc nhất | Linh hồn (Soul) | Đoạt giải |

## Bìa tạp chí
Lim Ju-eun là gương mặt đại diện cho một số tạp chí như Cosmopolitan, International BNT, Ceci, Grazia, High Cut  và  Arena.

## Đời tư
Lim Ju-eun hiện đang độc thân. Cô rất kín tiếng về đời sống riêng tư của mình. Chỉ biết cô có ít nhất một mối quan hệ trước đây.